# Bandiera del Venezuela
La bandiera del Venezuela è un tricolore blu, giallo e rosso (colori della Grande Colombia) a bande orizzontali di uguali dimensioni. L'ordine dei colori prevede il giallo in alto, il blu al centro e il rosso in basso. Nella banda centrale sono riprodotte otto stelle a cinque punte, bianche, disposte a semicerchio. Una stella è stata aggiunta nel marzo 2006 su iniziativa del presidente Hugo Chávez. La precedente versione a sette stelle risaliva al 1863 ed era stata adottata l'ultima volta il 17 febbraio 1954.

## Storia

### Il tricolore mirandino

Bandiera della Prima Repubblica 1810
Bandiera di Francisco de Miranda detta Bandiera Madre del 1801
Bandiera della Prima Repubblica adottata nel 1811
La bandiera della Grande Colombia.

La Bandiera venezuelana fu ideata nel 1801 dal generale Francisco de Miranda, uno dei padri dell'indipendenza del paese. e fu detta la Bandiera Madre da cui provengono le attuali bandiere di Colombia ed Ecuador. Nel 1806 fu issata la prima volta dopo lo sbarco nel porto de La Vela de Coro durante un tentativo d'insurrezione e occupazione dell'antica città di Coro, attuale capitale dello stato Falcón e una dei primi stanziamenti spagnoli del Venezuela, da parte di una truppa di volontari guidati dallo stesso Miranda. Adottata dalle truppe di Simón Bolívar nella lotta indipendentista del Sudamerica, ha un simbolismo di origine incerta, anche se un'interpretazione tradizionale vede nel giallo il colore dell'America Latina, nel rosso quello della Spagna e nel blu l'oceano che le separa.

### Bandiera della Prima Repubblica
Con la costituzione della Prima Repubblica venezuelana il 19 aprile 1810, durante la Guerra d'indipendenza, la bandiera mirandina fu adottata dal Venezuela anche se con i colori rovesciati rispetto a quella di Miranda cioè con il rosso nella fascia superiore e il giallo in quella inferiore.
Ma fu presto sostituita da una più simile a quella che sarebbe diventata la bandiera della futura Repubblica di Gran Colombia, riportando il giallo nella fascia superiore e il rosso in quella inferiore, con l'aggiunta dell'Indio che guarda verso l'orizzonte.
Anche questa iconografia fu ripresa dalla bandiera del futuro stato o confederazione di territori liberati da Simon Bolivar. Questa bandiera comparve nel 1811 e nel 1812 fu sostituita da quella della Gran Colombia.

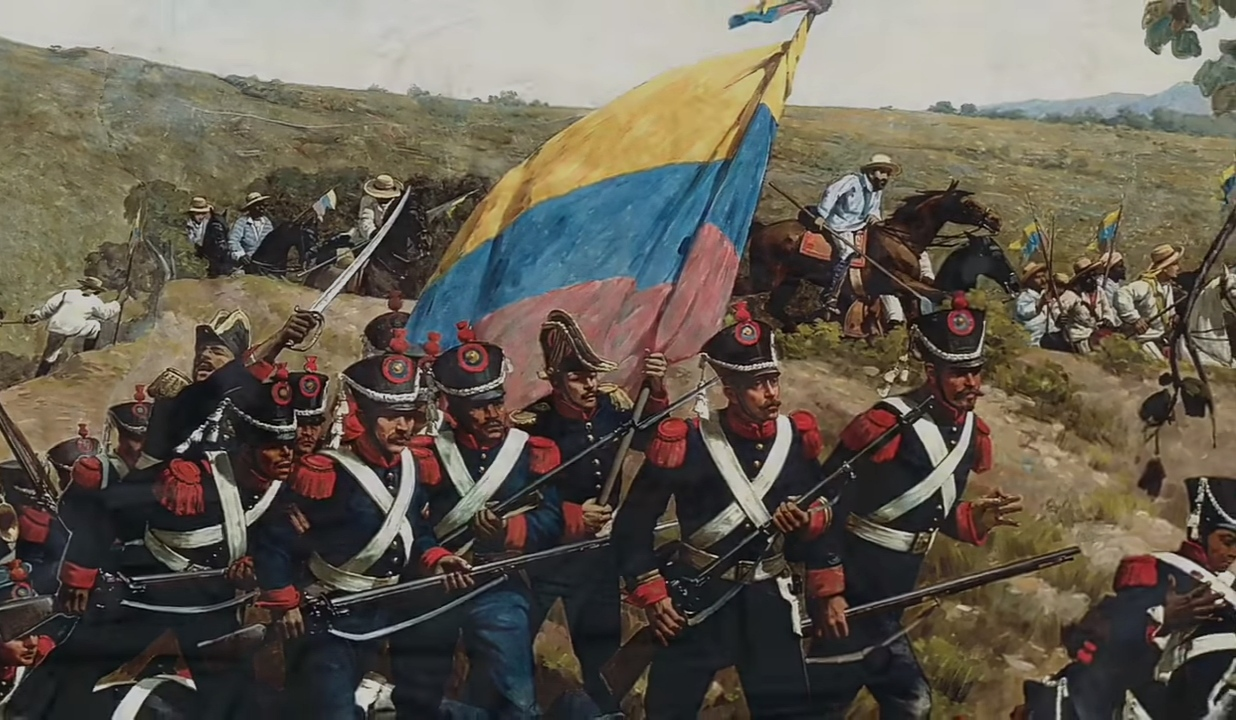
Bandiera mirandina nella Battaglia di Carabobo (1821)

### L'unità della Grande Colombia
I territori liberati dalle truppe di Bolívar, nelle intenzioni del Libertador, dovevano unirsi in un'unica confederazione, analogamente a quanto stava avvenendo nel Nordamerica. Ciò avvenne nel 1819 con la creazione della Repubblica di Colombia (detta oggi Grande Colombia per distinguerla dallo stato moderno). Questa prima repubblica indipendente (che includeva gli attuali stati di Colombia, Ecuador, Panama, Venezuela e parte della Guyana e del Perù) sopravvisse fino al 1831 e adottò il tricolore mirandino.

### Dopo la Grande Colombia
Fallito il sogno di Bolívar, dalle ceneri della Grande Colombia sorsero tre stati indipendenti: l'Ecuador, la Nuova Granada (oggi Colombia) e il Venezuela. Tutti e tre adottarono bandiere nello stile del tricolore mirandino, anche se lo stendardo della Nuova Granada dispose i tre colori in bande verticali.
L'attuale bandiera del Venezuela si distingue dalle altre per le bande di uguali dimensioni e per la presenza, nella fascia centrale blu, di alcune stelle disposte ad arco. Queste stelle erano originariamente sette e rappresentavano le province unite della prima federazione venezuelana: Caracas, Cumaná, Barinas, Barcelona, Margarita, Mérida e Trujillo.

### L'ottava stella
Durante la dominazione spagnola, nel 1777, fu istituita la regione del Capitanato Generale del Venezuela, il cui limite orientale rispetto alle colonie olandesi di Guyana venne stabilito nel confine naturale del fiume Essequibo. Quel territorio entrò quindi de iure a far parte della nazione liberata da Bolívar. Ma i britannici, che acquistarono la Guyana nel 1840, non rispettarono il confine, includendo nella loro colonia l'intero bacino del Cuyuni. Il Venezuela rivendica ancora oggi il territorio della Guayana Esequiba, ed è proprio in riferimento a ciò che sotto la presidenza Chávez il parlamento ha approvato l'aggiunta di un'ottava stella alla bandiera nazionale (2006). La scelta è stata contestata dall'opposizione.

## Lo stemma nazionale
La bandiera di stato venezuelana include lo stemma della Repubblica.

## Bandiere storiche

1811
1817
1818
1830-1836
1836-1859
1859
1859-1863
1863-1905
1905-1930
1863, 1930-1942, 1954-2006
1930-2006 (bandiera di stato e da guerra)